# Édson Campos Martins
Édson Campos Martins, meglio noto come Édison o Édson (Rio de Janeiro, 12 agosto 1930 – 12 agosto 1991), è stato un calciatore brasiliano, di ruolo centrocampista.